# Escut de les Masies de Voltregà

Escut oficial de les Masies de Voltregà

L'escut oficial de les Masies de Voltregà té el següent blasonament:
Escut caironat: de sinople, una rella d'or acompanyada a la destra d'una mitra d'argent creuada i amb les ínfules d'or, i a la sinistra d'una cabra arrestada de sable. Per timbre, una corona mural de poble.

## Història
Va ser aprovat el 29 de gener de 1981 i publicat al DOGC el 6 de març del mateix any amb el número 812.
La rella és el senyal tradicional del poble, eminentment agrícola. El municipi es va formar el 1820, quan els pagesos d'aquest territori es van segregar de Sant Hipòlit de Voltregà. Els altres elements de l'escut, la mitra i la cabra, al·ludeixen a l'antiga jurisdicció que van tenir sobre la població els bisbes de Vic i els vescomtes de Cabrera.